# Последние дни Фрэнки по прозвищу «Муха»
«Последние дни Фрэнки по прозвищу „Муха“» (англ. The Last Days of Frankie the Fly) — криминальная драма с элементами чёрной комедии режиссёра Питера Маркла.

## Сюжет
Фрэнки — стареющий сутенёр, работающий на Сэла, босса Голливудской мафии. Он любит проститутку и наркоманку Маргарет и мечтает спасти её от этих пороков. А ещё он хочет помочь режиссёру Джою и снять собственный порно-фильм.

## Актёры
- Дэннис Хоппер — Фрэнки
- Майкл Мэдсен — Сэл
- Дэрил Ханна — Маргарет
- Кифер Сазерленд — Джой